# 岡野成恒
岡野 成恒（おかの なりつね、慶長16年（1611年） - 元禄5年11月23日（1692年12月30日））は、江戸時代中期の旗本。旗本岡野氏の子孫。通称、長十郎。官位は従五位下、美作守、肥前守。岡野房恒の次男。母は糟谷豊後守某の娘。妻は美濃国大垣藩松平家家臣金田房能の娘。なお、養子に成旭、成勝を迎えている。岡野長十郎家初代当主。

## 経歴
はじめ岡野房恒の次男として生まれる。
寛永4年（1627年）11月に徳川家光に御目見を果たす。同5年（1628年）12月、書院番となり、蔵米150俵を賜る。その後、小姓組に移る。同10年（1633年）2月7日、200石を加増、蔵米を改められる。同年12月20日、中奥の警備にあたる。同12年（1635年）9月3日より奥勤めとなる。同16年（1639年）12月28日、進物役となる。
万治元年（1658年）9月1日、御徒頭となる。同年閏12月25日、300俵を加増される。同月28日、布衣の着用を許される。
寛文7年（1667年）2月14日、駿府町奉行に移り、300俵を加えられ350石・600俵となる。同10年（1670年）6月10日、徳川綱重付の家老となり、甲斐国中郡・信濃国佐久郡に3000石を知行した際、これまでの350石・600俵は、養子成旭に与えられる。同年12月28日、従五位下美作守となり、後に隠居する。
元禄5年（1692年）11月23日、82歳で亡くなる。法名は宗弓。武蔵国都筑郡長津田村の大林寺に葬られる。